# Aeroportul Ventspils
Aeroportul Ventspils (IATA: VNT, ICAO: EVVA) este un aeroport din Ventspils, Letonia ce deservește zona Ventspils. A fost numit după zona deservită.
Situat la o altitudine de 6 m, aeroportul dispune de o singură pistă.